# Вуд-Гайтс (Міссурі)
Вуд-Гайтс (англ. Wood Heights) — місто (англ. city) в США, в окрузі Рей штату Міссурі. Населення — 757 осіб (2020).

## Географія
Вуд-Гайтс розташований за координатами 39°20′30″ пн. ш. 94°9′47″ зх. д. / 39.34167° пн. ш. 94.16306° зх. д. (39.341727, -94.163048).  За даними Бюро перепису населення США в 2010 році місто мало площу 5,92 км², з яких 5,91 км² — суходіл та 0,02 км² — водойми.

## Демографія
Згідно з переписом 2010 року, у місті мешкало 717 осіб у 257 домогосподарствах у складі 200 родин. Густота населення становила 121 особа/км².  Було 274 помешкання (46/км²).
Расовий склад населення:
| - 96,7 % — білих - 1,5 % — чорних або афроамериканців - 0,1 % — корінних американців |

До двох чи більше рас належало 1,3 %. Частка іспаномовних становила 2,1 % від усіх жителів.
За віковим діапазоном населення розподілялося таким чином: 28,3 % — особи молодші 18 років, 58,9 % — особи у віці 18—64 років, 12,8 % — особи у віці 65 років та старші. Медіана віку мешканця становила 38,6 року. На 100 осіб жіночої статі у місті припадало 97,5 чоловіків;  на 100 жінок у віці від 18 років та старших — 97,7 чоловіків також старших 18 років.
Середній дохід на одне домашнє господарство  становив 64 419 доларів США (медіана — 54 464), а середній дохід на одну сім'ю — 70 845 доларів (медіана — 64 750). Медіана доходів становила 50 795 доларів для чоловіків та 36 250 доларів для жінок. За межею бідності перебувало 6,0 % осіб, у тому числі 6,0 % дітей у віці до 18 років та 4,9 % осіб у віці 65 років та старших.
Цивільне працевлаштоване населення становило 338 осіб. Основні галузі зайнятості: освіта, охорона здоров'я та соціальна допомога — 26,3 %, виробництво — 18,0 %, роздрібна торгівля — 7,7 %, будівництво — 7,7 %.